# Planggiran
Planggiran is een bestuurslaag in het regentschap Bangkalan van de provincie Oost-Java, Indonesië. Planggiran telt 3995 inwoners (volkstelling 2010).